# Daniela Behrens
Daniela Behrens (ur. 12 maja 1968 w Bremerhaven) – niemiecka polityk i dziennikarka, działaczka Socjaldemokratycznej Partii Niemiec (SPD), deputowana do Landtagu Dolnej Saksonii (2007–2013), minister w rządach Dolnej Saksonii, członek Bundesratu.

## Życiorys
W 1987 roku zdała egzamin maturalny. W latach 1987–1993 studiowała nauki polityczne na Uniwersytecie w Bremie. W latach 1991–1994 odbyła szkolenie dziennikarskie (volontariat), a następnie od 1994 do 2000 pracowała jako kierowniczka redakcji w Anzeiger-Verlag GmbH w Osterholz-Scharmbeck. W tym samym czasie, w latach 1995–1998, ukończyła dziennikarskie studia podyplomowe na Wolnym Uniwersytecie Berlińskim, uzyskując tytuł Licentiata rerum publicarum.
Od 2000 do 2007 była rzeczniczką prasową Wyższej Szkoły w Bremerhaven. W latach 2013–2017 pełniła funkcję sekretarza stanu i szefowej urzędu w Ministerstwie Gospodarki, Pracy i Transportu Dolnej Saksonii. Następnie w latach 2017–2018 zajmowała się moderacją projektów z zakresu cyfryzacji i Przemysłu 4.0. Od 2018 roku była członkinią rady nadzorczej WABCO Holding GmbH oraz dyrektorką zarządzającą idw-Informationsdienst Wissenschaft. W latach 2019–2021 kierowała wydziałem w Federalnym Ministerstwie ds. Rodziny, Seniorów, Kobiet i Młodzieży.
Związana z SPD od 1996 roku. W latach 2004–2016 pełniła funkcję zastępczyni przewodniczącego SPD w Dolnej Saksonii i przewodniczącej SPD w powiecie Cuxhaven. W latach 2007–2013 była posłanką do Landtagu Dolnej Saksonii. W 2021 roku objęła urząd minister ds. społecznych, zdrowia i równości w Dolnej Saksonii. Od 8 listopada 2022 do 25 stycznia 2023 pełniła funkcję ministra ds. społecznych, pracy, zdrowia i równości, a 25 stycznia 2023 roku została mianowana ministrem spraw wewnętrznych i sportu Dolnej Saksonii. 
Od 9 marca 2021 do 8 listopada 2022 była zastępczym członkiem Bundesratu, od 8 listopada 2022 jest jego pełnoprawnym członkiem.